# Serpula israelitica
Serpula israelitica är en ringmaskart som beskrevs av Amoureux 1977. Serpula israelitica ingår i släktet Serpula och familjen Serpulidae. Inga underarter finns listade i Catalogue of Life.